# オーストラリア農業資源経済局
オーストラリア農業資源経済局（オーストラリアのうぎょうしげんけいざいきょく、ABARE; Australian Bureau of Agricultural and Resource Economics）は、オーストラリアの政府系シンクタンク。キャンベラに本部がある。商業、コンサルタント業に関する業務にも関与している。
「オーストラリアの農業、漁業、林業、エネルギー、鉱業の促進の為の、高品質の経済政策分析・予想、自然環境の調査情報、の提供」を主要業務としている。
AgSurf（データベース） では、国内の農場パフォーマンス、生産評価、農場運営、穀類、牛肉、羊、乳製品などの社会経済指標を提供している。